# دينسون ديفاداس
دينسون ديفاداس (20 ديسمبر 1982 بكيرلا في الهند - ) هو لاعب كرة قدم هندي في مركز الوسط. لعب مع سبورتينغ غوا ونادي تشينايين ونادي موهون باغان وUnited SC ‏ ونادي جوا ونادي شيراغ يونايتد كيرلا.